# Marjourie Beatriz Solano Ramírez
Marjourie Beatriz Solano Ramírez (geboren 5. Mai 1995) ist eine honduranische Leichtathletin und Behindertensportlerin. Sie repräsentierte Honduras bei den Special Olympics World Summer Games 2019 in Abu Dhabi und den Special Olympics World Summer Games 2023 in Berlin im Bereich Laufen. Bei diesen Special Olympics Weltspielen gewann sie eine Gold- bzw. Silbermedaille.

## Leben und sportliche Erfolge
Marjourie Beatriz Solano Ramírez ist die Tochter von Mercedes Ramírez und hat sieben Geschwister. Sie wurde mit dem Down-Syndrom geboren.
Im Alter von 23 Jahren ging die Athletin bei den Special Olympics World Summer Games 2019 in Abu Dhabi an den Start. Dort gewann sie im 100-Meter-Lauf in der Klasse F23 die Goldmedaille.
Bei den Special Olympics World Summer Games 2023 in Berlin nahm sie am 100-Meter-Lauf und an der 4-mal-100-Meter-Staffel teil. Dort errang sie im 100-Meter-Lauf in der Klasse F02 mit 21,30 Sekunden die Silbermedaille.